# تيمو لانجه
تيمو لانجه (بالألمانية: Timo Lange)‏ (19 يناير 1968 بغرفسمولن في ألمانيا - ) هو مدرب كرة قدم ولاعب كرة قدم ألماني (وحمل سابقاً جنسية ألمانيا الشرقية) في مركز الوسط. لعب مع هانزا روستوك ونادي هالشر وBSG Stahl Brandenburg ‏.

## روابط خارجية
- تيمو لانجه على موقع قاعدة بيانات كرة القدم.إي يو (الإنجليزية)
- تيمو لانجه على موقع بيانات كرة القدم. دي إي (الألمانية)
- تيمو لانجه على موقع عالم كرة القدم.نت (الإنجليزية)